# Литвин Максим
Макс Литвин — український програміст та мільярдер, співзасновник компанії Grammarly.

## Життєпис
Навчався в англомовному Міжнародному християнському університеті (київський вищий навчальний заклад, який існував до 2013 року..
2004 року поїхав навчатися в Університет Торонто на магістерську програму.
У 2004 році разом з Олексієм Шевченко запустив в Торонто свою першу компанію MyDropbox. Їхній сервіс перевіряв студентські роботи на плагіат. 2007 року ним користувалися 800 університетів. Через рік Шевченко та Литвин продали сервіс компанії Blackboard. За згодою Макс ще два роки пропрацював у Blackboard.
У 2009 разом з Олексієм Шевченком та Дмитром Лідером заснував компанію Grammarly — онлайн-сервіс для перевірки правопису тексту англійською мовою. У 2019 компанія стала коштувати 1 млрд доларів. У 2021 — 13 млрд доларів.
У 2020 році статки Максима Литвина склали $250 млн, що відповідає 36-му місцю в переліку найбагатших українців за версією Forbes.
У 2022 році статки Максима Литвина складали $4 млрд (у лютому) і $2,3 млрд (у грудні), що відповідає 2-му місцю в переліку найбагатших українців за версією Forbes.
У 2023 році “NV. Бізнес” оцінювало статки Максима Литвина в $865 млн. Він посів 7-ме місце в рейтингу найбагатших українців.